# The McCalmans
The McCalmans var en skotsk folkemusiktrio. Gruppen blev dannet i 1964, og turnerede uafbrudt indtil sin opløsning i 2010. Dens optræden var baseret på  trestemmig harmoni, humor og respekt for den skotske sangtradition. 
The McCalmans har i alt haft fem medlemmer siden begyndelsen. Ian McCalman, Hamish Bayne og Derek Moffat var de tre oprindelige medlemmer. Hamish Bayne forlod i 1982 bandet og blev erstattet af Nick Keir. Da Derek Moffat døde i 2001, blev han erstattet af bandets ven gennem mange år, Stephen Quigg.
Gruppen har optrådt i hele Europa og i USA, Canada, Australien, New Zealand, Bermuda, Kenya, Belize og endda Falklandsøerne. 
I hjemlandet Skotland har de optrådt i seks store tv-serier og radioserier i BBC Radio.
Alle tre medlemmer har derudover arbejdet med separate projekter. Ian McCalman har drevet et musikstudie, mens Stephen Quigg og Nick Keir har optrådt som solister og Nick Keir arbejdet med skuespil og film.

## Diskografi
The McCalmans har indspillet 22 albums, ekskl. genudgivelser og opsamlinger.
- All in One Mind (1968)
- Singers Three (1969)
- Turn Again (1970)
- No Strings Attached (1971)
- An Audience With The McCalmans (1973)
- Smuggler (1975)
- House Full (1976)
- Side By Side By Side (1977)
- Burn The Witch (1978)
- The Best Of The McCalmans (1979)
- The Ettrick Shepherd (1980)
- At Your Service (1980)
- Bonnie Bands Again (1982)
- Ancestral Manoeuvres (1984)
- Scottish Songs (1986)
- Peace and Plenty (1986)
- Listen To The Heat (1988)
- Flames On The Water (1990)
- Songs From Scotland (1991)
- Honest Poverty (1993)
- In Harmony (1994)
- Festival Lights (1995)
- High Ground (1997)
- Keepers (1999)
- Hard Night’s Day (2000)
- Where the Sky Meets the Sea (2002)
- Tangled Web (2004)
- Scots Abroad (2006)